# Harlow Shapley
Harlow Shapley (Nashville, 2 novembre 1885 – Boulder, 17 ottobre 1972) è stato un astronomo statunitense.
Usò le stelle variabili RR Lyrae per stimare le dimensioni della Via Lattea, e con il metodo della parallasse concluse che la posizione del Sole all'interno della Galassia non era nelle vicinanze del nucleo, che si trovava invece in direzione della costellazione del Sagittario.

## Biografia
Shapley nacque a Nashville, nel Missouri, da Willis e Sarah Stowell. Dopo aver abbandonato la scuola anzitempo, riprese successivamente gli studi terminando i restanti 6 anni in un solo biennio. A 22 anni andò all'Università del Missouri per studiare giornalismo, ma poiché questa facoltà venne rinviata di un anno, egli passò all'argomento successivo presente nella directory dell'università. Rifiutando l'archeologia (più avanti egli dirà che non poteva pronunciarla), Shapley passò all'argomento astronomia, alla quale si dedicò fino alla laurea.
Successivamente tramite una borsa di studio andò all'Università di Princeton studiando sotto il professor Henry Norris Russell, ed utilizzò la relazione periodo-luminosità per le cefeidi scoperta da Henrietta Swan Leavitt per determinare la distanza di alcuni ammassi globulari, e si rese conto che a differenza di ciò che si pensava a quel tempo, le cefeidi non erano stelle binarie ma stelle singole pulsanti. Si rese poi conto che la Via Lattea era molto più grande di quanto creduto e nel 1918 ne misurò la lunghezza in 100.000 anni luce. Prese parte al Grande Dibattito con Heber D. Curtis sulla natura delle nebulose e delle galassie, e sulle dimensioni dell'universo.

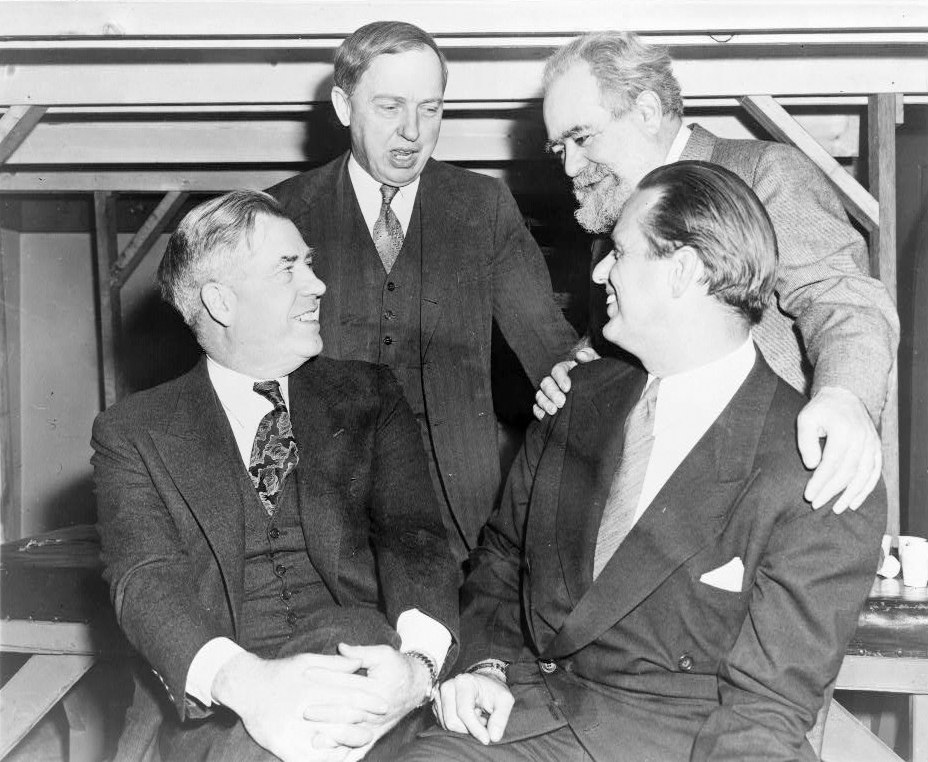
Shapley (in piedi a sinistra) nel 1947 assieme a Elliott Roosevelt, Henry A. Wallace e Jo Davidson (in piedi a destra).

Il dibattito si svolse il 26 aprile 1920. Shapley era contrario all'idea che il Sole si trovasse al centro della Via Lattea, e per dimostrare la sua ipotesi mostrò i risultati che aveva ottenuto studiando gli ammassi globulari. Essi infatti sono più concentrati in direzione della costellazione del Sagittario, perciò Shapley ipotizzò che, se erano distribuiti uniformemente attorno alla Galassia, il nucleo della Via Lattea doveva trovarsi proprio in direzione del Sagittario.
Credeva inoltre che le nebulose a spirale (scoperte da William Parsons) fossero parte della Via Lattea, anche se il loro spettro era di emissione anziché di assorbimento, com'era per le nebulose comuni. Aveva ragione sulla prima ipotesi, ma torto sulla seconda: Edwin Hubble dimostrò successivamente che le nebulose a spirale erano in realtà altre galassie. All'epoca del dibattito, Shapley lavorava all'Osservatorio di Monte Wilson. In seguito egli fu chiamato a rimpiazzare il celebre Edward Charles Pickering, recentemente deceduto, come direttore dell'Osservatorio di Harvard. Occupò quel posto dal 1921 sino al 1952.
Nel 1925 assunse Cecilia Payne Gaposchkin, che divenne la prima persona ad ottenere un dottorato in astronomia all'Università Harvard. Negli anni quaranta, Shapley collaborò a fondare alcune associazioni scientifiche, tra cui la National Science Foundation. È anche colui che contribuì a far inserire la lettera S nella sigla UNESCO (che sta per Scientific, scientifica). Politicamente Shapley era un liberale ma fu una delle vittime del maccartismo, in quanto il senatore Joseph McCarthy lo accusò, falsamente, di essere una spia dell'Unione Sovietica.
Nel 1950, ebbe un ruolo rilevante nell'organizzazione di una campagna accademica contro il controverso best seller pseudoscientifico Mondi in collisione, dello psichiatra russo espatriato Immanuel Velikovsky.
Shapley coltivò per tutta la vita un interesse per la mirmecologia. Era inoltre il nonno dell'autore di best-seller Tracey Shapley e del vincitore del Premio Pulitzer Christopher Shapley. Si sposò nel 1914 con Martha Betz, anch'essa un'astronoma, che lo aiutò spesso nel suo lavoro. Ebbero quattro figli e una figlia.
Nel 1953 Shapley propose anche la teoria della "cintura di acqua liquida", affermando che un pianeta che si trovava alla giusta distanza dalla propria stella avrebbe potuto sviluppare un'atmosfera e avere acqua liquida in superficie. Questo concetto è oggi conosciuto come zona abitabile.
Morì a Boulder, in Colorado, all'età di 86 anni, mentre era in visita a suo figlio.
Suo figlio Lloyd Shapley (1923 - 2016) ha vinto il premio Nobel per l'economia nel 2012.

## Riconoscimenti
- Nel 1926 ha ricevuto la Henry Draper Medal
- Nel 1934 gli è stata assegnata Medaglia d'Oro della Royal Astronomical Society
- Nel 1935 e nel 1953 ha ricevuto la Medaglia Rittenhouse [8]
- Nel 1939 gli è stata assegnata la Medaglia Bruce
- Nel 1950 gli è stata attribuita la Henry Norris Russell Lectureship.

Gli sono stati dedicati il cratere Shapley sulla Luna e un asteroide, 1123 Shapleya.